# Hume (Scottish Borders)
Hume ist eine Ortschaft in der schottischen Council Area Scottish Borders beziehungsweise in der traditionellen Grafschaft Berwickshire. Sie liegt rund sechs Kilometer nördlich von Kelso.

## Geschichte
Die Geschichte der Ortschaft ist eng verknüpft mit der Festung Hume Castle. Erstmals wurde sie im 12. Jahrhundert erwähnt. Sie fungierte als Sitz des bedeutenden Clans Home und wurde auf Grund ihrer Lage in der schottisch-englischen Grenzregion im Laufe der Jahrhunderte viermal belagert. Truppen Oliver Cromwells schleiften Hume Castle im Jahre 1651. Es war Hugh Hume-Campbell, 3. Earl of Marchmont, der Hume Castle im Jahre 1794 als Folly wiederaufbauen ließ. Obschon es keine direkte Wehraufgabe mehr besaß, diente Hume Castle in den Koalitionskriegen als Signalposten.
Die ehemalige Pfarrkirche stammt aus dem mittleren 12. Jahrhundert. Gospatric III., Earl of Lothian ließ sie errichten und unterstellte sie der Kelso Abbey. Möglicherweise befanden sich die Vorgängerbauwerke am Standort und lassen die örtliche Kirchengeschichte bis in das 6. Jahrhundert zurückverfolgen.
Südlich von Hume wurde im 19. Jahrhundert das Herrenhaus Stichill House errichtet. Den Entwurf lieferte der Architekt James Maitland Wardrop. Das Gebäude wurde zwischenzeitlich abgebrochen.

## Verkehr
Hume ist an einer nicht-klassifizierten Nebenstraße der B6364 gelegen. Im Norden sind innerhalb weniger Kilometer die A6105 (Earlston–Berwick-upon-Tweed) sowie die A697 erreichbar. Im Süden besteht Anschluss an die A6089.